# Chen Xuezhao
Chen Xuezhao (xinès tradicional: 陳學昭, xinès simplificat: 陈学昭, pinyin: Chén Xuézhāo; Haining, Zhejiang, 17 d'abril de 1906 – 1991) va ser una escriptora i periodista xinesa. Anteriorment tingué els noms Chen Shuzhang i Chen Shuying, i va utilitzar els noms de la ploma Ye Qu, Shi Wei, Xue Zhao i Hui. Va ser una de les escriptores xineses més prolífiques del segle XX. Chen va donar el seu suport a la política d'art i literatura de Mao Zedong, les Converses del Fòrum de Yan'an.

## Biografia
Filla de pares de la província de Henan, Chen va nàixer a Haining, a la província de Zhejiang el 1906. Va ser educada a la primera escola normal per a xiques de la Xina, al comtat de Nantong, fundada el 1902 per Zhang Jian. Després, va assistir al Shanghai Patriotic Girls' College. Es va incorporar a la societat literària Qiancao i va publicar el seu primer treball Les noves dones del meu ideal, el 1923. Chen va donar classes a Zhejiang i Pequín. El 1924 va publicar Viatges cansats. Va ajudar a establir les revistes Yusi i Xin nüxing. Del 1927 al 1935, Chen va estudiar literatura occidental a París. Del 1927 al 1931, va ser corresponsal especial del diari Dagong bao. En aquelles dates, es va casar a França amb un estudiant de medicina xinés. Després de doctorar-se a la Universitat de Clermont-Ferrand el 1935, va tornar a la Xina amb el seu marit; però la parella es va divorciar el 1941.

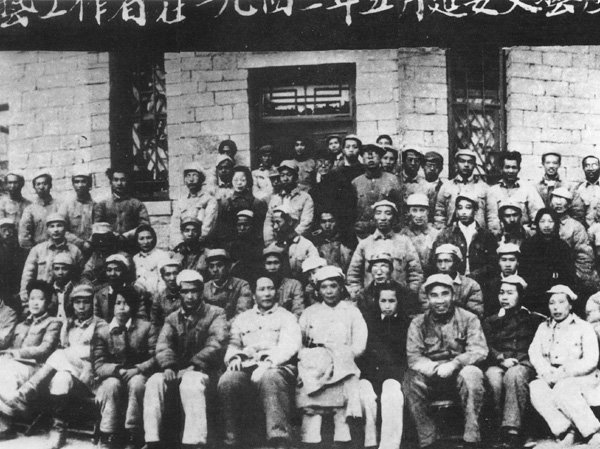
Mao Zedong i altres al Fòrum de Yan'an sobre literatura i art, on hi ha Chen (cinquena a l'esquerra a la tercera fila)

El 1940, va anar a Yan'an i es va convertir en redactora de la quarta secció del diari Jiefang ribao i professora d'alfabetització a l'Escola Central del Partit. El 1942 va assistir al Fòrum de Yan'an amb Mao Zedong per determinar la política comunista xinesa sobre les arts. Mao va publicar un article titulat Converses a la conferència de Ya'nan sobre arts i literatura. Va ser un destacat document de la política nacional al que Chen va donar suport i que va ser la base per a un important programa de rectificació cultural.
El 1945, va escoltar que havia estat especialment elogiada per Mao Zedong. Més tard, aquell mateix any, es va unir al Partit Comunista de la Xina i la seua sol·licitud va ser aprovada ràpidament amb només una nota per estudiar més Lenin. L'any següent es va convertir en redactora de la quarta secció del diari Dongbei ribao. El 1949 es va convertir en secretària del Partit Comunista a la Universitat de Zhejiang. El 1953 va formar part d'una delegació xinesa a l'URSS. El 1957 va ser etiquetada com a dretana i va caure en desgràcia. Durant la Revolució Cultural, Chen va deixar d'escriure fins al 1978.
Chen també va traduir algunes obres de Balzac i L'Appel de Charles de Gaulle. Va morir el 1991.